# Холодилин, Григорий Титович
Григорий Титович Холодилин (? — 26 марта 1919) — оренбургский казак, хорунжий. Участник Первой мировой и Гражданской войн. Кавалер ордена Святого Георгия IV степени и трёх Георгиевских крестов.

## Биография
Дата рождения Григория Холодилина не установлена, он происходил из посёлка Студенецкий станицы Каменноозёрное 1-го военного отдела Оренбургского казачьего войска (ОКВ). С 1914 года служил во 2-й сотне 2-го Оренбургского казачьего полка, на то время имел воинское звание старшего урядника.
Принимал участие в боях Первой мировой войны. Во время переправы через реки Висла и Сан, а затем и во время боёв на левом берегу Вислы, которые продолжались до 15 октября 1914 года, старший урядник Холодилин проявил мужество и храбрость, за что был удостоен Георгиевского креста IV степени. В январе 1915 года получил звание вахмистра. 22 августа 1915 года Холодилин получил из рук Великого князя Георгия Михайловича Георгиевский крест II степени. На основании пунктов 16 и 18 67-й статьи Георгиевского статута, в октябре 1915 года был удостоен и III степени Георгиевского креста. «За 10 мая 1915 года» был удостоен французской Военной медали с мечами. В 1916 году стал подхорунжим. 5 октября того же года с риском для жизни смог приблизиться к вражеским окопам и лично увидел «их расположение и меры охранения», за что 5 ноября был награждён Георгиевской медалью IV степени. Вплоть до 1917 года продолжал служить во 2-м Оренбургском казачьем полку. Приказом по армии и флоту от 1 августа 1917 года «за боевое отличие» был произведён в офицерский чин прапорщика.
После Октябрьской революции присоединился к Белому движению, служил на восточном фронте Русской армии. В 1918 году был произведён в чин хорунжего, по состоянию на 21 декабря 1918 года служил в 4-м Оренбургском казачьем Левобережном конном полку. В 1919 году занял должность командира дивизиона в 23-м Оренбургском казачьем полку.
Во время боя близ хутора Вершино-Сосновский 26 марта 1919 года Холодилин «лихой конной атакой наголову разбил батальон красных и преследовал его 15 верст, захватив 2 трехдюймовых орудия, 2 пулемёта, 100 винтовок, 500 снарядов, 3 воза патронов, обоз в 30 подвод и 60 пленных», однако во время этого боя Григорий Титович погиб. За проявленное отличие в своём последнем бою, в 1919 году был удостоен ордена Святого Георгия IV степени.
Был женат на дочке казака Агафье Артемовне, имел сына Николая и дочь Марию (1916—2004).

## Награды
Георгий Титович был удостоен ордена Святого Георгия IV степени (1919, посмертно), Георгиевских крестов II (22 августа 1915 — № 14289), III (октябрь 1915 —№ 2349) и IV (№ 147376) степеней, Георгиевской медали IV степени (16 ноября 1916 — № 851590) и французской Военной медалью. При этом, в справочном издании, составленном С. Б. Патрикеевым «Сводные списки кавалеров георгиевского креста 1914—1922 гг.», написано, что фамилия кавалера Георгиевского креста II степени № 14289 — не установлена.

## Комментарии
1. ↑  п. 16. ст. 67 Георгиевского статута: Кто, вызвавшись охотником на опасное и полезное предприятие, совершит оное с полным успехом.
2. ↑  п. 18. ст. 67 Георгиевского статута: Кто, находясь в секрете, в отдельной заставе или на передовом пункте, будучи окружен противником, с явною личной опасностью пробьется и присоединится к своей части.
3. ↑  В источниках описание подвига, за который Холодилин был удостоен этой награды, отсутствует.